# あらい浜風公園
あらい浜風公園（あらいはまかぜこうえん）とは、兵庫県高砂市荒井町新浜2丁目2769 にある公園である。

## 概要
古くから白松青砂が絶景だった高砂市の海岸線の殆どは、昭和30年代～40年代の高度経済成長期における工業化による埋立地の影響で失われてしまった。そんな中で、2006年11月19日に、海に通じる道として高砂みなとまちづくりの一環で、隣接する企業（神戸製鋼高砂製作所及び三菱重工業高砂製作所）の協力を得て本園が開園した。また近くには兵庫県立高砂海浜公園が隣接している。

## 施設
- この浦舟池
  - 海と繋がっており潮の満ち干きによって水深が変化する海水の池である。たまにカニや魚等の生物が見られることもある。なお足場が危険なので、注意が必要である。
- 帆船型遊具「浜風丸」
  - 帆船のかたちをした滑り台
- 風車

## 注意事項
- 公園内では魚釣り、花火、バーベキューやキャンプ等は禁止されている。
- 開園時間[2]
  - 4月 - 11月： 6時 - 20時
  - 12月 - 3月： 7時 - 18時

## 交通アクセス
- 加古川バイパス加古川西ランプから県道43号線を高砂方面へ約5ｋｍ
  - 山陽電気鉄道荒井駅下車約1.5km南下（徒歩20分）

## 見どころ
- 播磨灘が一望できて淡路島や家島諸島等。また天気のよい日だと四国など肉眼で見られることが出来る[2]。
  - 特に夕暮れ時の播磨灘に沈む夕日は綺麗である[2]。
- 年に数回、写真展等のイベントが、公園で開催される事もある。

## 関連事項
- 高砂市